# Agriocnemis argentea
Agriocnemis argentea är en trollsländeart som beskrevs av Tillyard 1906. Agriocnemis argentea ingår i släktet Agriocnemis och familjen dammflicksländor. Inga underarter finns listade i Catalogue of Life.